# Ratlam (Distrikt)
Ratlam ist ein Distrikt im indischen Bundesstaat Madhya Pradesh.
Der 4861 km² große Distrikt liegt im Nordwesten von Madhya Pradesh in der Malwa-Region. Im Westteil des Distrikts liegt der Oberlauf des Flusses Mahi, während sich im nordöstlichen Distrikt das Quellgebiet des Chambal befindet.
Die Distriktverwaltung befindet sich in der Stadt Ratlam. 

## Bevölkerung
Beim Zensus 2011 betrug die Einwohnerzahl 1.455.069.
10 Jahre zuvor waren es noch 1.215.393.
Das Geschlechterverhältnis liegt bei 971 Frauen auf 1000 Männer.
Die Alphabetisierungsrate beträgt 66,78 % (77,54 % bei Männern, 55,77 % bei Frauen).
Die Hinduisten bilden mit 87 % die größte Glaubensgruppe. 10,38 % sind Muslime, 2 % sind Anhänger des Jainismus.

## Verwaltungsgliederung
Der Distrikt ist in acht Tehsils gegliedert:
- Alot
- Bajna
- Jaora
- Piploda
- Ratlam
- Rawti
- Sailana
- Tal

Des Weiteren ist der Distrikt in sechs Blöcke (Janpads) unterteilt.
Es gibt mit der Stadt Ratlam eine Municipal Corporation sowie mit Jaora ein
Nagar Palika Parishad im Distrikt Ratlam.
Nagar Panchayats im Distrikt sind: 
- Alot
- Badawada
- Dhamnod
- Namli Nagar
- Piploda
- Sailana
- Tal

## Geschichte
Der Distrikt Ratlam wurde im Juni 1948 gegründet und im Januar 1949 reorganisiert.
Er umfasst das Gebiet der früheren Fürstenstaaten Ratlam, Jaora, Sailana, Piploda sowie das Tehsil Ringnod von Dewas Senior, das Tehsil Alot von Dewas Junior und Teile des Tehsils Mandaur vom Fürstenstaat Gwalior.
Außerdem gehören zum Distrikt noch einige Dörfer des Fürstenstaates Dhar und der Chief Commissioners-Provinzen von Pant Piploda.
Die neue Stadt Ratlam wurde von Captain Borthwick im Jahr 1829 mit verbreiterten Straßen und neuen Gebäuden errichtet. 
Ratlam war einst eine der ersten Handelsstädte in Zentralindien und Zentrum für den Handel von Opium, Tabak und Salz.
Vor Eröffnung der Eisenbahnstrecke nach Khandwa im Jahr 1872 gab es keinen bedeutenderen Handelsplatz als Ratlam. 
Die Stadt Ratlam war, bevor sie Distrikthauptstadt wurde, Regierungssitz des Fürstentums Ratlam.